# The Shirts
The Shirts es una banda de punk rock estadounidense formada en Nueva York, en 1975, fueron de los primeros grupos de punk rock formado en los años 70. La primera existencia de la banda (de 1975 a 1981) estuvo estrechamente vinculada con el mítico club neoyorkino CBGB,  pero se reformó con muchos de los primeros miembros de 2003, y actualmente se encuentran en activo.

## Biografía
The Shirts tienen sus raíces en Brooklyn, donde el bajista Robert Racioppo y el guitarrista Artie Lamonica habían estado tocando juntos de forma intermitente desde 1970. A ellos dos se les fueron añadiendo gradualmente más miembros (incluida la cantante Annie Golden) en los siguientes tres años. La banda recibió ese nombre, cuando Racioppo, que acababa de romper con su banda anterior, afirmó su deseo de formar una nueva, teniendo indiferencia por el nuevo nombre de esta: "llámalo como quieras ... camisas (Shirts en inglés) ... pantalones (Pants en inglés) ... zapatos (Shoes en inglés) ... . ¡Las camisas! (¡The Shirts! en inglés)", así que la banda se quedó con ese nombre. La banda recién nombrada,  finalmente incluyó a nueve músicos y empezaron a tocar versiones en pequeños lugares de Nueva York hasta que, en 1975, fueron a un espectáculo en el mítico club CBGB con la cantante y poetisa Patti Smith y se inspiraron para tocar allí usando solo su material original. The Shirts audicionaron para el dueño de CBGB, Hilly Kristal, lo que resultó en que la banda fuera contratada, primero para abrir de teloneros para otras bandas (entre ellas  Television y Talking Heads), y luego para tocar como una banda principal. A medida que la banda perfeccionaba sus habilidades y desarrollaba nuevas canciones, tocaron en otros locales, como el Max's Kansas City.
Aunque inicialmente los sellos discográficos estadounidenses mostraron poco interés en la banda, The Shirts aparecieron en un álbum recopilatorio doble con otras principales bandas de la escena del naciente punk rock estadounidense en CBGB, a mediados de los 70, como el "Live at CBGB". Sin embargo, "Nick Mobbs" de EMI (que había firmado con la banda punk Sex Pistols con, el sello discográfico multinacional), firmó con la banda con el sello Harvest Records, propiedad de EMI, en el otoño de 1977, y asignó a Mike Thorne (que también había trabajado en álbumes de Sex Pistols) para producir su primer álbum. En gran parte para fines corporativos, la banda fue firmada por EMI junto con su sello subsidiario estadounidense, Capitol Records, que inicialmente había dejado de firmar a la banda. Esta formalidad eventualmente tendría un impacto significativo en la historia temprana de la banda. 
El primer álbum homónimo de la banda , "The Shirts", se grabó en Londres, Inglaterra, (mientras que la cantante principal, Annie Golden, viajó de regreso a los EE. UU. para filmar la versión para la pantalla grande de la película Hair de Miloš Forman) y este, se lanzó finalmente en 1978, haciéndose muy popular en Europa, el sencillo "Tell Me Your Plans", figura entre los cinco primeros en Holanda, por ejemplo. La banda continuó de gira por Europa como teloneros del cantautor Peter Gabriel , a petición suya.
"Thorne" decidió grabar el segundo álbum de la banda, "Streetlight Shine" en (1979), en "Mediasound Studio" en la ciudad de Nueva York. El sonido resultante fue mucho más ecléctico que el de su álbum debut, y el álbum fue nuevamente un éxito financiero y crítico en Europa, el sencillo "Laugh and Walk Away" nuevamente entró en las listas de Los Holanda, sin embargo, el avance en el mercado estadounidense siguió eludiendo a la banda. Para su tercer álbum, el sello discográfico Capitol Récords, hizo un trato con EMI en el que la banda firmaría únicamente con Capitol. Ahora, bajo la dirección de Capitol en lugar de Thorne, la grabación salió mal y el álbum resultante, "Inner Sleeve" de (1980), no fue debidamente respaldado por el sello y solo se imprimieron 10.000 copias, fue un fracaso para la banda, y aunque continuaron tocando durante otros dos años, la banda grande (nueve miembros en su apogeo) se había reducido a cuatro integrantes y esencialmente se separaron en 1981.
Los miembros de la banda, algunos de los cuales se habían quedado en el negocio de la música, se reunieron dos veces en la década de 1990 para tocar en beneficencia para el CBGB, que periódicamente sufría problemas fiscales. Se hicieron esfuerzos para reformar la banda, que incluyeron audiciones tempranas con Golden, quien había establecido una carrera en el cine y en el escenario, y otras dos cantantes, Caren Messing y Kathy McCloskey, que habían trabajado con Racioppo en otra banda. Golden finalmente decidió no unirse a la banda reformada, y Messing y McCloskey juntas tomaron el papel protagonista de vocal femenino. La banda nuevamente reformada tocó por primera vez para el público en CBGB en mayo de 2003 y continúa actuando periódicamente. En 2006, The Shirts grabó y lanzó su primer álbum en más de 25 años en el estudio que Thorne había abierto. Se tituló "Only the Dead Know Brooklyn".
A partir de 2014, tanto "Racippo" como "Lamonica" tienen proyectos derivados; el primero con "Bob of the Shirts" , con "Zeeek" a la batería, y  lanzaron su primer álbum, "Townie", en "Rottentotoof Récords", por su parte, Artie Lamonica formó "Rome 56" , cuyas grabaciones se encuentran en línea.

## Discografía

### Compilaciones
- Live At CBGB's: The Home Of Underground Rock (1976)

### Álbumes
- The Shirts (1978)
- Street Light Shine (1979)
- Inner Sleeve (1980)
- Only the Dead Know Brooklyn (2006)
- The Tiger Must Jump (2010)[4]
- Bob of The Shirts – Townie (2014)

### Sencillos
- "Tell Me Your Plans" b/w "Cyrinda" (1978) UK : Harvest Records HAR 5165
- "Running Through the Night" b/w "Lonely Android" (1978) UK : Harvest Records HAR 5170
- "Reduced to a Whisper" b/w "The Story Goes" (1978) NL : Harvest Records 5C 006-06910
- "Out on the Ropes" b/w "Maybe, Maybe Not" (1979) UK : Harvest Records HAR 5190
- "Can't Cry Anymore" b/w "I'm in Love Again" (1979) USA : Capitol Records 4750
- "Laugh and Walk Away" b/w "Triangulum" (1980) UK : Harvest Records HAR 5195
- "One Last Chance" b/w "Too Much Trouble" (1980) UK : Capitol Records CL 16161